# Опсада Јерусалима (637)
Опсада Јерусалима трајала је од новембра 636. до априла 637. године. Део је арапског освајања Сирије и Египта.

## Опсада
Након низа арапских победа (Јармук, Алепо, Антиохија) муслиманска војска осваја готово целу Сирију. Муслимански су одлучили да град не освоје на јурић већ да га полако изморе дуготрајном опсадом. Након пораза на Јармуку, хришћани више нису могли очекивати помоћ од цара Ираклија. Упркос томе, патријарх Софроније је организовао одбрану града и ојачао зидове. Након четири месеца опсаде започели су преговори. Софроније је изјавио да ће се предати једино исламском калифу Омару. На крају је његов предлог прихваћен. Због тога се морало чекати да Омер дође у Јерусалим из Медине. Град се муслиманима предао априла 637. године. Софроније и Омар су потписали споразум по коме су се хришћани обавезали на плаћање џизије добијајући за узврат слободу вероисповести.
Освајање Јерусалима 637. године важан је догађај у историји Блиског истока, хришћанства и ислама. Град ће остати у рукама муслимана све до хришћанског освајања 1099. године у Првом крсташком рату.